# Bacchanalia

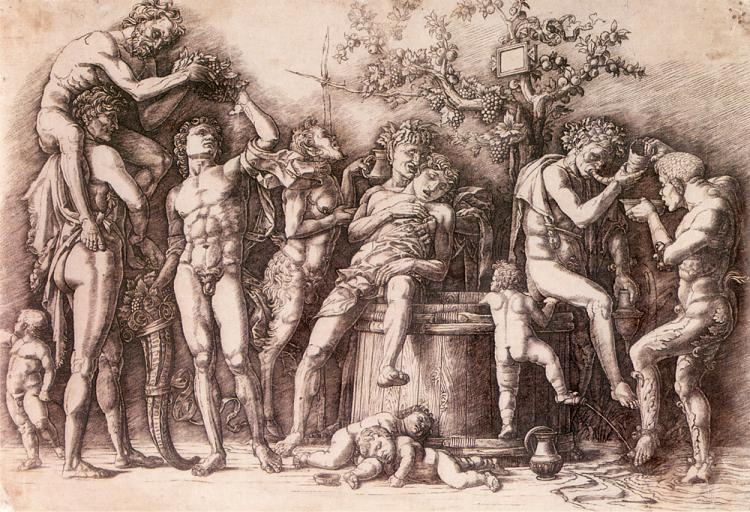
Baccanale col tino van Andrea Mantegna, omstreeks 1470

De Bacchanalia, ook wel de Bacchische mysteriën of orgiën genoemd, waren volgens de Romeinen alle orgastische feesten georganiseerd vanuit de cultus van Dionysos. De Bacchanalia vonden plaats in het heilig woud van Stimulae, nabij Rome, gelegen aan de voet van de Aventijn, niet ver van de Tiber en ook nabij Ostia aan de monding van de rivier. Men heeft het echter ook over in luco simulae (zie Livius, XXXIX 12.), en ook ab luco Semeles wordt gezegd (zie CIL VI 9897.).

## Oorsprong
In de 5e eeuw v.Chr. zijn er voor het eerst sporen terug te vinden van de Bacchanalia. Het gaat om een inscriptie te Cumae die zegt dat niet-ingewijden op een bepaalde plaats niet mogen worden begraven.
Volgens Titus Livius verspreidden de Bacchanalia zich vanuit Zuid-Italië, over Etrurië en uiteindelijk naar Rome. Zo vertelt hij dat een 'obscure Griek' als eerste de initiatie naar Etrurië bracht, waar de feesten zich snel verspreidden en ze spoedig een voorwendsel voor orgiën en een school voor immoraliteit werden. De Etrusken associeerden deze feesten met hun banketten, waarop ze verzot waren en die ze vaak afbeeldden op hun graven. Zo is er een sarcofaag bij Clusium teruggevonden waarop een banket afgebeeld staat, met afbeeldingen van zowel mensen als saters. Ook een sarcofaag in Napels toont hoe ver het Dionysische symbolisme gevorderd was in Midden-Italië bij een generatie die geloofde in reïncarnatie. Het lijkt er ook op dat de Etrusken van de symbolen daden maakten, dit vaak in verband met de mythen rond Dionysos (vb. De mythe van Prosymnos). Zo te zien zijn dezelfde gebruiken ook naar Rome gegaan.

## De feesten
Oorspronkelijk duurden de Bacchanalia slechts 3 dagen per jaar, en werden enkel vrouwen toegelaten. Onder de hogepriesteres Annia (ook wel Minia) Paculla, waarvan gezegd wordt dat zij de eerste was in Rome, werden de gewoonten echter veranderd naar Etruskisch model. Vanaf nu werden ook mannen toegelaten, beginnende met Paculla's zonen. Ook was men gebonden aan een eed van geheimhouding om de viering bij te wonen, die nu vijf maal per maand plaatsvond, altijd 's nachts. Onder de leiding van Annia Paculla vertwintigvoudigde het aantal volgelingen, zodat op het moment van de vervolgingen (cfr. infra) zo'n 7000 mensen in Rome werden gevonden. De groeiende populariteit wordt deels verklaard door het feit dat de Bacchanalia een van de enige, of zelfs de enige mysteriecultus was waar zowel mannen als vrouwen toegelaten werden na Paculla en omdat het, in tegenstelling tot bijvoorbeeld de Mysteriën van Eleusis zeer weinig elitair was. De seksuele losbandigheid die hieruit voortvloeide was een van de belangrijkste redenen waarom die verboden werd door de Romeinse staat.
In het algemeen werden de Dionysische festivals gekenmerkt door dronkenschap en luidruchtige muziek, waarbij het de gewoonte was houten maskers te dragen of de gezichten te bedekken met bladeren, het lichaam te kleuren met een grote variëteit aan rode en groene tinten en het bekken te bedekken met schapen- en geitenvachten. Ook de Bacchanalia werden gekenmerkt door dronkenschap en uitbundige feesten. Er wordt echter gezegd dat men zich in die dronken toestand ook vergreep aan de ergste zonden, waaronder meineed, seksschandalen, vervalsing of moord, vooral na de veranderingen die Annia Paculla had doorgevoerd.

## Beperkingen
In de publieke opinie waren de bacchanalen schuldig aan de ergste misdaden, en daarom volgden uiteindelijk repercussies. In 186 v.Chr. werden de consuls Spurius Postumius Albinus en Quintus Marcius Phillipus, ingelicht en op hun beurt lichtten zij de senaat in. De senaat gaf de consuls volmachten om deze vieringen in Italië en Rome tegen te gaan. Er werd een onderzoek ingesteld door de consuls, waarbij men de Bacchanten niet alleen kon verbinden aan vele gewone misdaden, zoals moorden en vervalsingen, maar men ontdekte ook een complot tegen de staat. Dit complot werd geleid door Marcus en Lucius Catinius, Lucius Opiternius en Minius Cerrinius. In deze periode werden ook alle heiligdommen vernietigd, behalve de antieke. Andere redenen waarom men aanvankelijk argwanend naar de Bacchanalia keek, en later ze ook ging verbieden, was het feit dat de toelating van zowel mannen en vrouwen voor, wat men in de teksten, "stuprum" zorgde. Stuprum betekent verkrachting of misdaden tegen de zeden, dat dit gebeurde stond haaks op de politiek die Keizer Augustus wilde voeren, namelijk het herinvoeren van de goede zeden van het Romeinse volk. Daarnaast waren Romeinen altijd ietwat argwanend tegenover clandestiene samenscholingen (een van de redenen waarom ze ook zo hard tegen Christenen optraden) en omdat de nieuwe, mannelijke ingewijden, een eed moesten zweren die haaks stond op de eed die ze voor de senaat moesten zweren bij het in ontvangst nemen van de Toga (kleding) virilis.
Om de eventuele herstelling van de Bacchische orgiën tegen te gaan, werd het senatusconsultum de Bacchanalibus uitgevaardigd, waarvan de tekst in de 17e eeuw is teruggevonden op een bronzen tablet in het Zuid-Italiaanse Bari, dat stelt dat vanaf dan geen Bacchanalia of enige Dionysische mysteriën meer georganiseerd mogen worden in Rome of Italië (en ook in Magna Graecia), met uitzondering van de officiële (mits een antieke datum voor zo'n feest gegeven kon worden). Indien iemand toch zo'n feest wilde organiseren, kon die daarover de praetor urbanus aanspreken, die het verzoek zou doorgeven aan de senaat. Indien de senaat (bij een minimum van 100 aanwezigen) het goedkeurde, kon men de viering houden met niet meer dan vijf mensen (2 mannen en 3 vrouwen), zolang men geen gemeenschappelijk fonds had, noch een priester. De mogelijkheid bestaat dat deze vervolgingen verband houden met de regulatie van soortgelijke feesten in het Egypte onder Ptolemaeus IV, in de 3e eeuw v.Chr.
De straffen op het overtreden van deze wetten, of deel uitmaken van een bacchische groep varieerden naar de mate van schuld. Bij mannen dreigde gevangenisstraf of zelfs doodstraf (tot 7000 veroordeelden volgens Livius). Indien vrouwen schuldig bevonden werden, werden zij uitgeleverd aan hun echtgenoot.

## Populariteit
Op deze manier werd deze religieuze bezigheid onderdrukt, maar niet overal volgde men zo nauwgezet de nieuwe wetten. In Apulië waren er in 181 v.Chr. nog hevige vervolgingen, net als rond Tarente in 184 v.Chr. (daar was er zelfs sprake van een opstand na het verbod op de Bacchische mysteriën). In Pompeï en Sentinum zijn ook Dionysische heiligdommen teruggevonden.
Vooral in de Balkan bleef dit feest populair, maar ook in Zuid-Italië overleefde het feest. Daarnaast is er een meer onschuldige feestdag ontstaan voor Bacchus, namelijk de Liberalia. Liber Pater was immers de Romeinse god van de wijn, vruchtbaarheid en de natuur, en werd al snel kenmerken van Bacchus toegekend. Deze werd op 17 maart gevierd in Rome, waarbij Priesters en Priesteressen honing, wijn, cake en andere zoetigheid door de stad droegen, samen met een klein altaar met daarop een foculus (een soort vuurpot) waarin van tijd tot tijd een offer gebracht werd. Op dezelfde dag kregen 17-jarigen ook hun toga virilis.
Ook in de 1e eeuw n. Chr. was er een heropleving van deze cultus. Immers stammen uit die tijd veel sarcofagen met daarop afbeeldingen van de Bacchanalia en ook de schilderijen op de muren van de Villa van de Mysteriën te Pompeii. Hier is vooral een dominante Oosters-Griekse invloed merkbaar.
Het extatische karakter van de oorspronkelijke Bacchanalia zou echter steeds tot de verbeelding blijven spreken van kunstenaars, waardoor het, als inspiratiebron, een invloed op de Romeinse literatuur en beeldende kunsten uitoefende (vb. Vergilius, de hierboven vermelde schilderijen, ...).
Van de Bacchanalia is het hedendaagse woord bacchanaal afgeleid, dat alle soorten drinkgelagen kan aanduiden.
De Amerikaanse schrijfster Donna Tartt schreef ook een boek genaamd "The Secret History" oftewel "de verborgen geschiedenis" over studenten die de Bacchanalia willen nadoen.

## Voetnoot
1. ↑  Online edities van deze tekst zijn: S. Riccobono, Fontes iuris Romani antejustiniani, I, Florence, 1941, pp. 240-241, n. 30, P.F. Girard - F. Senn, Les lois des Romains, Napels, 1977, pp. 270-273, n. 1; online editie van de passage van Livius: Livius, Ab Urbe condita I-IV, ed. M. Nisard, Parijs, 1864.